# Jean-Claude Juncker
Jean-Claude Juncker (IPA: [ʒ̊ɑ̃ːkloːd ˈjʊŋ.kɐ], Redange, 1954. december 9. –) luxemburgi politikus, 1995 és 2013 között hazája miniszterelnöke, 2014 és 2019 között az Európai Bizottság elnöke. Az Európai Unió országaiban ő volt a leghosszabb ideig szolgáló miniszterelnök és világviszonylatban az egyik leghosszabb ideig szolgáló demokratikusan választott kormányfő. 2005 és 2013 között az Eurócsoport elnöke, 1989 és 2009 között Luxemburg pénzügyminisztere volt.

## Előmenetele
1984-ben választották a Képviselőház tagjává a Keresztényszociális Néppárt tagjaként, és kinevezték Jacques Santer kormányába munkaügyi miniszternek. 1989-ben követte Santert pénzügyminiszterként és 1995-ben miniszterelnökként, amikor elődjét kinevezték az Európai Bizottság elnökének. 1999-ben, 2004-ben és 2009-ben is újraválasztották. 2013 júliusában felajánlotta lemondását az ország hírszerzését érintő botrányt követően. Lemondása december 4-én hatályosult, a 2013-as választás megtartása után, amelyen Juncker is indult.
2014 márciusában az Európai Néppárt Dublinban tartott kongresszusán őt jelölték a Néppárt csúcsjelöltjének, az ún. „Spitzenkandidat”-rendszernek megfelelően, amely szerint a legtöbb EP-mandátummal rendelkező páneurópai pártcsalád jelöltjét kötelesek megválasztani az uniós kormányfők, valamint az Európai Parlament, az Európai Bizottság élére. A 2014-es európai parlamenti választásokat követően meg is történt. Június 27-én az Európai Tanács hivatalosan is jelölte a posztra, 26 támogató és 2 ellenszavazat mellett. Csupán David Cameron brit és Orbán Viktor magyar miniszterelnök ellenezte a jelölését. Július 15-én az Európai Parlament 729 képviselőjéből 422 szavazott mellette, így erős többséggel választották meg. A tisztséget 2004-től betöltő José Manuel Barrosót 2014 novemberében váltotta.

## Személyével kapcsolatos ellentmondások

### Marx bicentenáriumán
Juncker 2018. május 4-én felszólalt Trierben, a Karl Marx születésének kétszázadik évfordulójára szervezett rendezvénysorozat megnyitóján. Kiemelte: Marxot korából kiindulva kell megérteni, nem lehet felelősségre vonni azért, hogy írásait egyes követői „fegyverként használták mások ellen”. Juncker úgy látja, hogy nem a tőke és a munka ellentétének mélyítésére, hanem ezek „megbékítésére” kell törekedni a keresztényszocializmus elvei mentén, mert csak így lehet a kapitalizmus hibáit mérsékelni, ebből fakadóan az Európai Unió feladata, hogy szociális téren nyújtson segítséget a rászorulóknak és segítse elviselhetőbbé tenni ezt a gazdasági rendszert.

### Betegsége
Junckert egyesek alkoholistának tartják, mivel nyilvános szereplésein időnként bizonytalanul mozgott. Környezete szerint csak isiásza produkálta ezeket a szimptómákat. Margaritis Schinas, az Európai Bizottság szóvivője hivatalosan is kommentálta a sajtóértesüléseket: „több mint ízléstelen”-nek minősítette azokat a feltételezéseket, melyek Juncker ittasságára vonatkoznak.